# Leptogenys schwabi
Leptogenys schwabi é uma espécie de formiga do gênero Leptogenys, pertencente à subfamília Ponerinae.